# Rajd Lotos 2011
7. Rajd Lotos Baltic Cup – 7. edycja Rajdu Lotos Baltic Cup. Był to rajd samochodowy rozgrywany od 18 do 20 lutego 2011 roku. Bazą rajdu było miasto Sopot. Była to pierwsza runda Rajdowych Samochodowych Mistrzostw Polski w roku 2011. Rajd składał się z dwunastu odcinków specjalnych.

## Wyniki końcowe rajdu[1]
| Miejsce | Kierowca              | Pilot              | Samochód                   | Czas      | Strata   | Grupa Klasa | Punkty |
| ------- | --------------------- | ------------------ | -------------------------- | --------- | -------- | ----------- | ------ |
| 1       | Kajetan Kajetanowicz  | Jarosław Baran     | Subaru Impreza TMR 10      | 1:49:30.7 | -        | N4          | 39     |
| 2       | Michał Bębenek        | Grzegorz Bębenek   | Mitsubishi Lancer Evo IX   | 1:50:07.4 | +36.7    | N4          | 37     |
| 3       | Michał Sołowow        | Maciej Baran       | Ford Fiesta S2000          | 1:51:43.7 | +2:13.0  | S2/R4       | 31     |
| 4       | Zbigniew Staniszewski | Bartłomiej Boba    | Mitsubishi Lancer Evo IX   | 1:53:21.7 | +3:51.0  | N4          | 23     |
| 5       | Tomasz Kuchar         | Daniel Dymurski    | Mitsubishi Lancer Evo V    | 1:53:32.1 | +4:01.4  | HRP         | 20     |
| 6       | Mariusz Stec          | Joanna Madej       | Mitsubishi Lancer Evo IX   | 1:55:35.4 | +6:04.7  | N4          | 18     |
| 7       | Daniel Chwist         | Dariusz Burkat     | Subaru Impreza STi N14     | 1:58:05.3 | +8:34.6  | N4          | 11     |
| 8       | Wojciech Chuchała     | Ryszard Ciupka     | Subaru Impreza TMR 10      | 1:58:39.8 | +9:09.1  | N4          | 9      |
| 9       | Grzegorz Dul          | Sebastian Sadowski | Mitsubishi Lancer Evo VIII | 2:04:10.3 | +14:39.6 | N4          | 3      |
| 10      | Jarosław Pawliński    | Pamela Pawlińska   | Subaru Impreza STi N12     | 2:04:22.1 | +14:51.4 | N4          | 4      |